# Jehst
ウィリアム・G・シールズは、イギリスのラッパーである。Jehst（ジェスト）の名で知られる。
他にHigh Plains Drifter,J-Star,Billy Brimstone,Jehstafari等の変名を持つ。
彼はプロデューサーのCee-Whyらとイギリスのヒップホップレーベル、YNR Productions（1999-）の共同設立者である。
| スタブアイコン | サブスタブ | この項目は、まだ閲覧者の調べものの参照としては役立たない、歌手に関連した書きかけの項目です。この項目を加筆・訂正などしてくださる協力者を求めています（P:音楽/PJ:芸能人）。 |